# ستاره بزرگ
ستاره بزرگ (انگلیسی: Monstar; کره‌ای: 몬스타) یک مجموعه تلویزیونی محصول کره جنوبی سال ۲۰۱۳ با بازی یونگ جون هیونگ، ها یون سو و کانگ ها نول است. این مجموعه از ۱۷ مه تا ۲ اوت ۲۰۱۳، جمعه‌ها ساعت ۲۱:۵۰ (کی‌اس‌تی) از ام‌نت برای ۱۲ قسمت پخش شد. این مجموعه دربارهٔ این است که چگونه گروهی از نوجوانان از طریق قدرت موسیقی التیام می‌یابند.